# Lelystad
Lelystad es un municipio de los Países Bajos, capital de la provincia de Flevolanda. Cuenta con una superficie de 765,45 km², de los que 533,91 km² corresponden a la superficie ocupada por el agua. El 1 de enero de 2014 tenía una población de 76.170 habitantes, con una densidad de 329 h/km².
Debe su nombre al ingeniero Cornelis Lely, impulsor del crecimiento de los Países Bajos ganando terreno al mar. La construcción del dique de Flevoland Oriental se inició en el verano de 1950. Los primeros pobladores se establecieron en 1967 y se constituyó en comuna en 1980. La ciudad se encuentra aproximadamente a 5 metros bajo el nivel del mar.
En este municipio se halla la sede de la empresa automobilística Donkervoort Automobielen BV, creadora del coche hecho a mano Donkervoort D8.

## Galería de imágenes

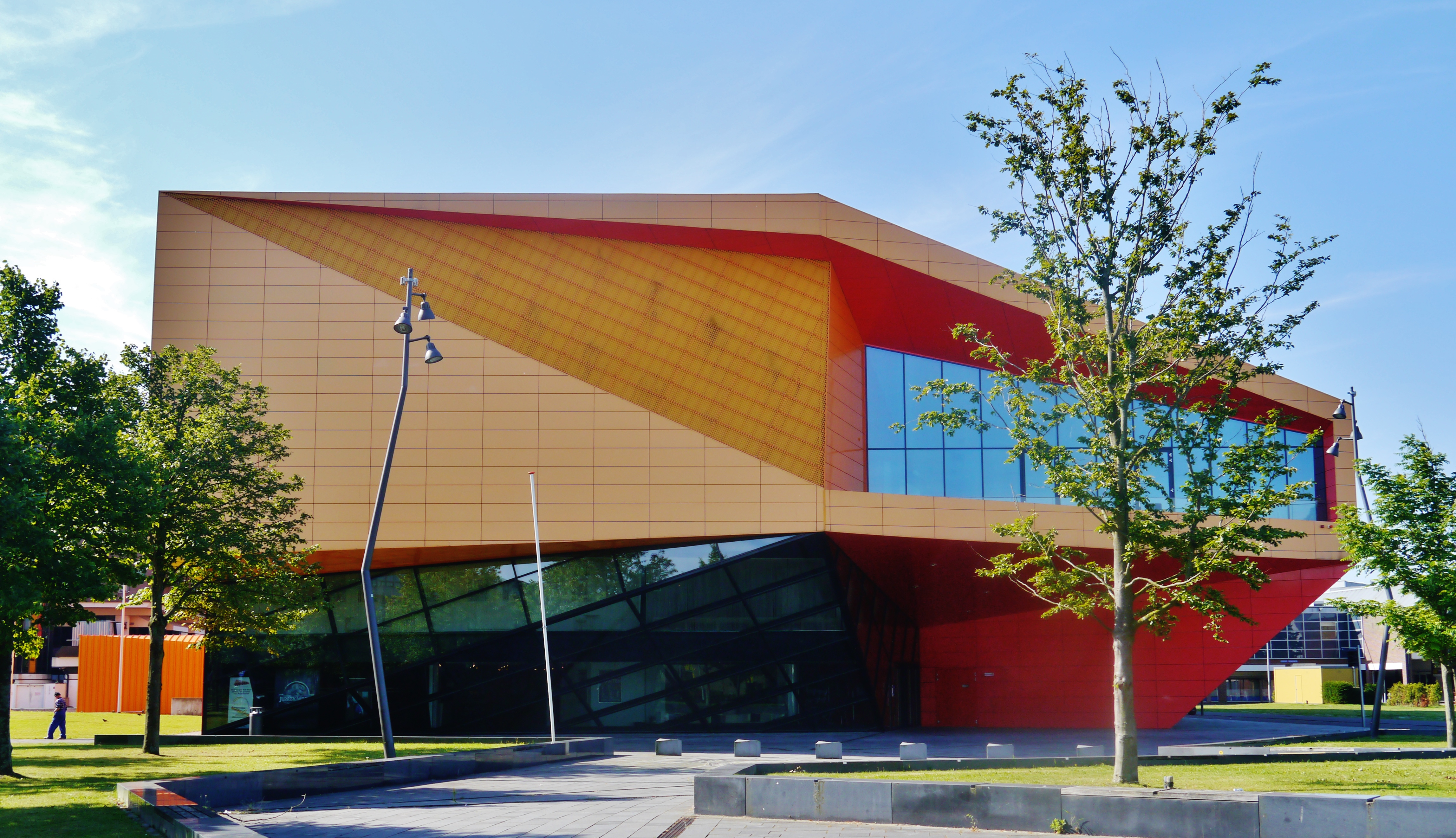
Agoratheater
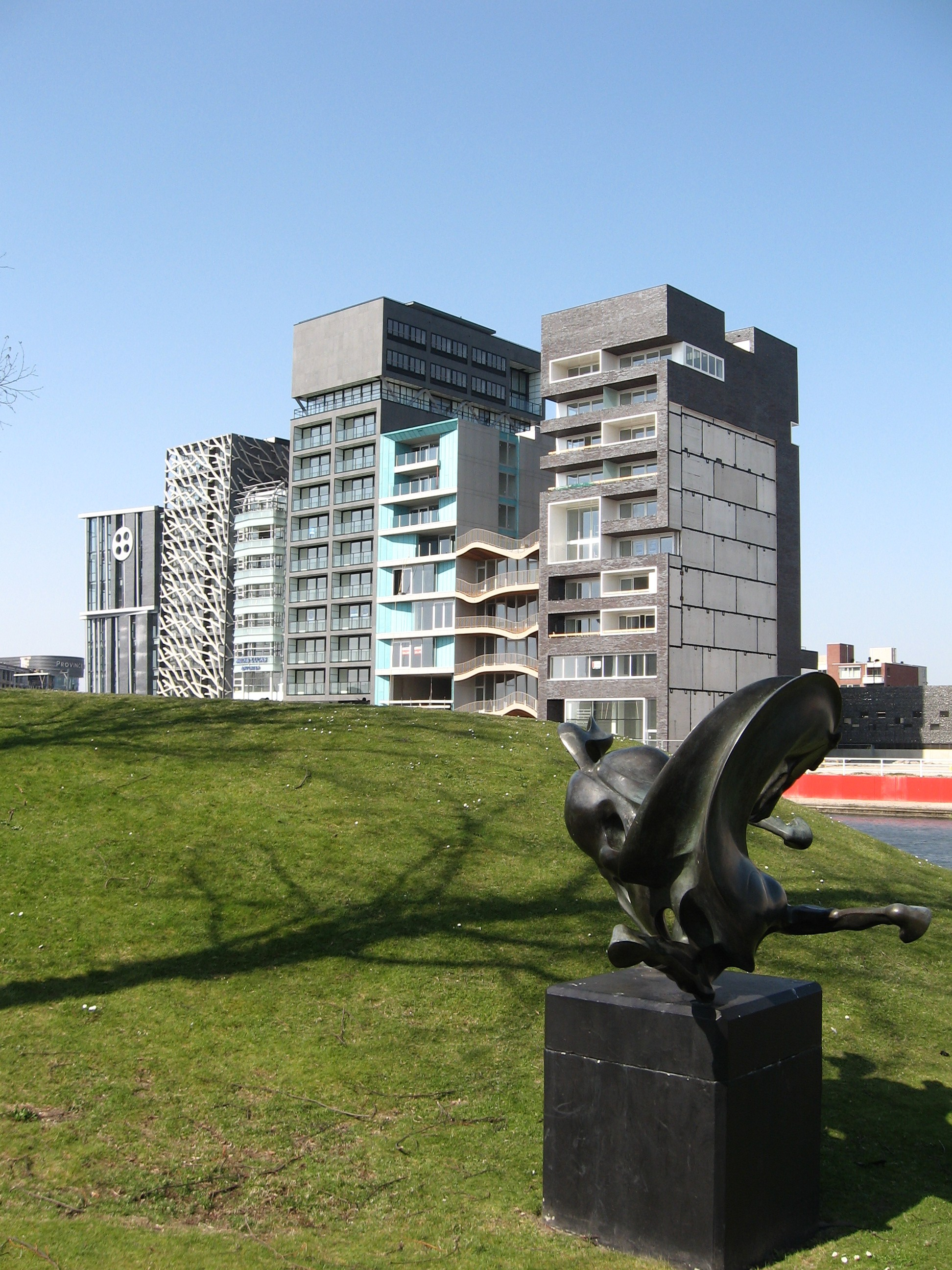
Zilverparkkade
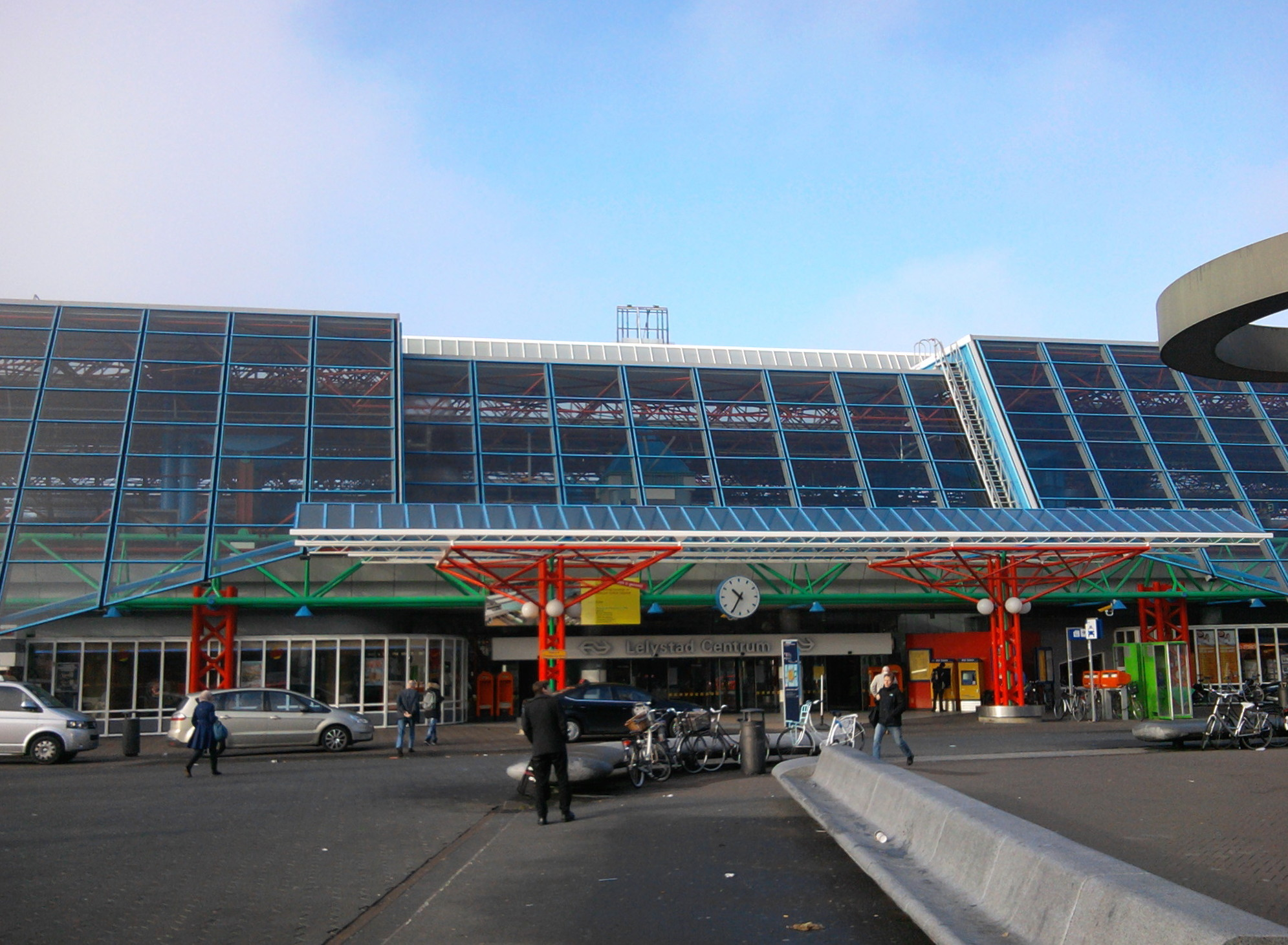
Estación de ferrocarril de Lelystad Centrum
Mapa localizador mostrando los límites del municipio (2009) y las estadísticas de los límites distritales/vecinales de acuerdo con la CBS